# Kawardha (stato)
Lo Stato di Kawardha fu uno stato principesco del subcontinente indiano, avente per capitale la città di Khairagarh.

## Storia
Lo stato di Kawardha venne fondato nel 1751. Secondo la leggenda fu luogo di residenza abituale del mistico induista Kabīr. I sovrani locali appartenevano alla dinastia dei Gond. 
L'ultimo sovrano dello stato di Kawardha, Thakur Lal Dharamraj Singh, firmò l'ingresso nell'Unione Indiana il 1º gennaio 1948 ed il suo territorio venne unito dapprima allo stato di Bombay, poi fu assegnato allo stato di Madhya Pradesh, e infine al Chhattisgarh.

## Governanti
I governanti avevano il titolo di Thakur.

### Thakur
- 1751 – 1801 Mahabali Singh
- 1801 – 1848 Ujiyar Singh
- 1848 – 1852 Tok Singh
- c.1860             Baijnath Singh
- 186?. – 1863 Ram Singh
- 1863 – 1864 Bahadur Singh
- 1864 – 1891 Rajpal Singh      (n. 1849 – m. ....)
- 1891 – 1920 Jadunath Singh    (n. 1885 – m. 19..)
- 4 febbraio 1920 – 15 agosto 1947 Lal Dharamraj Singh  (n. 1910 – m. 1959)